# Reliance Industries
Reliance Industries Limited (RIL) es un conglomerado de empresas de la India con sede en Bombay. Es propietaria de varias empresas situadas por todo el país encargadas de la producción de energía, productos petroquímicos, textiles, recursos naturales y telecomunicaciones. Reliance es la compañía más rentable de India, la segunda mayor empresa cotizada en la bolsa en el país por capitalización bursátil y la segunda mayor compañía de la nación por ingresos, solo superada por la empresa estatal Indian Oil Corporation. En 2015 fue considerada como una de las más grandes corporaciones del planeta, siendo clasificada en el puesto 158 de la lista de Fortune Global 500. RIL contribuye a la economía de India con el 20% de todas las exportaciones del país.

## Historia

### SigloXX
La compañía fue fundada por Dhirubhai Ambani y su hermano Champaklal Damani a mediados de la década de 1960 con el nombre de Reliance Commercial Corporation. En 1965 la relación concluyó y Dhirubhai continuó con la empresa, dedicada al comercio de poliéster. En 1966 la empresa, bajo el nombre de Reliance Textiles Industries Pvt Ltd se constituyó en Maharastra y estableció una fábrica de telas sintéticas en la ciudad de Naroda, Guyarat.
En 1975 la compañía extendió sus negocios en la rama textil mediante la marca Vimal, que se volvió su mayor distintivo en los años siguientes. Realizó su oferta pública inicial en 1977. En 1979 la empresa textil Sidhpur Mills se fusionó con la compañía. En 1980 Reliance amplió su negocio de tejidos de poliéster mediante la creación de una planta de este material en Raigad, Maharastra, con el apoyo técnico y financiero de DuPont.
En 1985 la empresa adquirió su nombre actual: Reliance Industries Limited. Entre 1985 y 1992 la compañía expandió su capacidad de producción de poliéster a 145 mil toneladas por año. La planta petroquímica de Hazira fue construida entre 1991 y 1992. En 1993 se volcó a los mercados de capitales internacionales para financiar la creación de su filial Reliance Petroleum, dedicada a la industria petrolera. En 1996 se convirtió en la primera empresa del sector privado de India en ser valorada por las agencias crediticias internacionales. Standard & Poor's le dio una calificación de BB+, una perspectiva estable limitada por la deuda pública. Moody's le otorgó un Baa3.
Entre 1995 y 1996 la compañía entró en el sector de telecomunicaciones mediante una campaña conjunta con NYMEX para promover a Reliance Telecom Private Limited en India. Entre 1998 y 1999 introdujo en el mercado su propio gas licuado del petróleo en cilindros de 15 kg, bajo el nombre comercial de Reliance Gas. Entre 1998 y 2000 la compañía realizó la instalación del complejo petroquímico de Jamnagar, ubicado en Guyarat, India.

### SigloXXI
En 2001 Reliance Industries Ltd. y Reliance Petroleum Ltd. se convirtieron en las dos compañías más grandes de la India en términos de los principales parámetros financieros. Entre 2001 y 2002 estas dos empresas se fusionaron. En 2002 Reliance anunció el más grande descubrimiento de un yacimiento de gas natural en India, ubicado en la cuenca de Krishna Godavari. Este fue el mayor descubrimiento de este recurso en el año, el más importante de las últimas tres décadas y el primero realizado por una compañía del sector privado indio. El volumen de gas natural es superior a 7 billones de pies cúbicos (poco menos de 200 billones de litros), equivalentes a 1200 millones de barríles de petróleo. Entre 2002 y 2003 RIL compró la mayoría de la participación en Indian Petrochemicals Corporation Limited (IPCL), propiedad del gobierno y la segunda mayor compañía petroquímica del país, posteriormente esta empresa se fusionó con Reliance Industries en marzo de 2008.
Entre 2005 y 2006 la compañía reorganizó sus negocios para separar sus inversiones en cuatro sectores: generación de energía, distribución de energía, servicios financieros y telecomunicaciones. En 2006 la empresa entró en el mercado minorista de India con el lanzamiento de su propia cadena de tiendas bajo el nombre Reliance Fresh. A finales de 2008 ya había instalado 600 tiendas en 57 ciudades del país.

### Los vínculos comerciales de Reliance con Rusia
Reliance Industries ha sido criticada por mantener relaciones comerciales con Rusia a pesar de las sanciones internacionales impuestas tras la invasión de Ucrania en 2022. La empresa ha firmado acuerdos energéticos con la gigante petrolera rusa Rosneft, lo que ha generado preocupaciones sobre su alineación con los esfuerzos globales para reducir los lazos económicos con Rusia. Reliance ha sido incluida en Leave Russia, una plataforma que monitorea a las empresas que siguen activas en el mercado ruso, lo que ha intensificado las críticas sobre su papel en la exportación de energía rusa.